# Tadeusz A. Olszański
Tadeusz Andrzej Olszański (ur. 1950 w Otwocku) – polski politolog, publicysta, poeta oraz działacz polskiego fandomu fantastycznego, z wykształcenia prawnik. Specjalizuje się w problematyce ukraińskiej oraz twórczości J.R.R. Tolkiena. Członek Śląskiego Klubu Fantastyki (od 1994), Towarzystwa Karpackiego (1990–2012), związany ze środowiskiem Klubu Otryckiego (od 1973).

## Życiorys
Ukończył studia na Wydziale Prawa i Administracji Uniwersytetu Warszawskiego. Przed 1989 publikował w tzw. drugim obiegu jako „Jan Łukaszów”. Był członkiem Towarzystwa Pomost. Był uczestnikiem grupy literackiej Konfederacja Nowego Romantyzmu od jej powstania (1973).
W latach 1973–1993 pracował w administracji samorządowej i w przemyśle. Pracownik Ośrodka Studiów Wschodnich od grudnia 1993, od 2017 współpracownik-emeryt. Początkowo kierował działem ukraińskim, od 1999 analityk w Zespole Białorusi, Ukrainy i Mołdawii.
Członek redakcji Almanachu karpackiego „Płaj” (1993–2006). Współpracował m.in. z prasą Konfederacji Polski Niepodległej (1990–1993), pismami: „Wiara i Odpowiedzialność” (1987–1988), „Międzymorze” (1988–1989) „Nigdy Więcej” (1995–1999), „Nowe Państwo” (1996–1998), „Czas Fantastyki” (2005–2015), Almanach arpacki „Płaj” (1993–2004) oraz fanzinami fantastycznymi (m.in. „Miesięcznik”, „Gwaihir”, Almanach Tolkienowski „Aiglos”). Obecnie współpracuje z „Tygodnikiem Powszechnym”. Tłumacz esejów i wierszy J.R.R. Tolkiena (Władca Pierścieni. Wiersze, 1998, Potwory i krytycy i inne eseje, 2000). Wiersze w jego tłumaczeniu wprowadzono do poprawionego wydania Władcy Pierścieni w tłumaczeniu Marii Skibniewskiej oraz w tłumaczeniu Marii i Cezarego Frąców.

## Publikacje
- Narody ZSRR – sytuacja dzisiejsza i perspektywy (1989, pod pseudonimem Jan Łukaszów)
- Historia Ukrainy XX wieku (1994)
- Zarys teologii Śródziemia i inne szkice tolkienowskie (2000)
- Trud Niepodległości. Ukraina na przełomie tysiącleci (2003)
- Trzysta przekładów dla fanów pod nieba skłonem... (2007)
- Problem językowy na Ukrainie. Próba nowego spojrzenia (2012)
- Miejsce UPA w Wielkiej Wojnie Ojczyźnianej. Dylematy polityki historycznej Ukrainy (2013)
- Kresy Zachodnie. Miejsce Galicji Wschodniej i Wołynia w państwie ukraińskim (2013)
- Ćwierćwiecze niepodległej Ukrainy. Wymiary transformacji (2017)
- Wielka dekomunizacja. Ukraińska polityka historyczna czasu wojny (2017)
- Ukraińskie stulecie 1914-2014. Szkice historyczne (2020)

tomiki poetyckie:
- Notatnik bieszczadzki (1985)
- Apologia pro vita sua (1992)
- Czar ognia (1995)
- Nokturny (2013)

inne:
- rozdziały historyczne przewodników po Bieszczadach i Beskidzie Niskim Oficyny Wydawniczej Rewasz.